# Episodi di Tutti pazzi per Re Julien: In esilio
La stagione In esilio della serie animata Tutti pazzi per Re Julien è andata in onda, negli USA, su Netflix il 12 maggio 2017.
In Italia, invece, è stata trasmessa a partire dal 19 febbraio 2018 su DeaKids.
| Nº (assoluto) | Nº (stagione) | Titolo originale                       | Titolo italiano                  | Prima TV USA   | Prima TV Italia  |
| ------------- | ------------- | -------------------------------------- | -------------------------------- | -------------- | ---------------- |
| 53            | 1             | The Strife Aquatic                     | Conflitto acquatico              | 12 maggio 2017 | 19 febbraio 2018 |
| 54            | 2             | The Most Eggcellent Adventure          | Un eccellente uovo-avventura     | 12 maggio 2017 | 20 febbraio 2018 |
| 55            | 3             | Iron Ted Weekend                       | Il valoroso Ted                  | 12 maggio 2017 | 21 febbraio 2018 |
| 56            | 4             | Bridge on the River Mort               | Il ponte sul fiume Mortino       | 12 maggio 2017 | 22 febbraio 2018 |
| 57            | 5             | Raiders of the Lord Shark              | I predatori dello squalo perduto | 12 maggio 2017 | 23 febbraio 2018 |
| 58            | 6             | Bad-Year Blimp                         | Il dirigibile                    | 12 maggio 2017 | 26 febbraio 2018 |
| 59            | 7             | Cult Fiction                           | Cult Fiction                     | 12 maggio 2017 | 27 febbraio 2018 |
| 60            | 8             | Fauxsa Unchained                       | Fossa libera                     | 12 maggio 2017 | 28 febbraio 2018 |
| 61            | 9             | I Am Fartacus                          | Io sono Fossacus                 | 12 maggio 2017 | 1 marzo 2018     |
| 62            | 10            | For Whom the Bell Gods Toll            | Per chi suona la campana         | 12 maggio 2017 | 2 marzo 2018     |
| 63            | 11            | Out of the Foosa Pen and into the Fire | Dalla padella alla brace         | 12 maggio 2017 | 5 marzo 2018     |
| 64            | 12            | The Day After Yesterday                | Il giorno dopo ieri              | 12 maggio 2017 | 6 marzo 2018     |
| 65            | 13            | The Day Before Tomorrow                | Il giorno prima di domani        | 12 maggio 2017 | 7 marzo 2018     |

## Conflitto acquatico
Koto ha spoderato Re Julien e ora la popolazione di lemuri è ridotta in schiavitù. Re Julien e gli amici credono di aver trovato una nuova casa.

## Un eccellente uovo-avventura
Re Julien finisce sull'isola delle sirene, dominata da Crimson che lo imprigiona. Mortino scopre che Koto vuole eliminare gli stagisti.

## Il valoroso Ted
Crimson cattura Re Julien. Ted vuole diventare un eroe e Mortino pensa ad un piano per la libertà. Clover scopre che il guru di Sage non è come si aspettava.

## Il ponte sul fiume Mortino
Re Julien lascia l'isola delle sirene, ma il sottomarino si guasta. Mortino dice al re Koto che si sta preparando uno spettacolo per lui.

## I predatori dello squalo perduto
I delfini hanno catturato il capo degli squali: Re Julien li aiuta. Mortino e gli altri scappano ma vengono riacciuffati. Clover e Sage hanno trovato l'arma finale.

## Il dirigibile
Re Julien incontra Slanislav, un vecchio amico scimmia. Il re vuole che lui e i suoi scimpanzé siano il suo esercito per sconfiggere Koto.

## Cult Fiction
Re Julien è sul dirigibile con gli scimpanzé russi; Mortino riesce a mettersi in contatto con lui e gli comunica che Koto sta per sposare la principessa coccodrillo.

## Fossa libera
Re Julien decide di mettersi tra i fossa per partecipare ad una selezione di gladiatori. Ma scopriranno che il maestro è lo zio re julien. Il guru rivela a Clover e Sage che l'arma finale sono loro due.

## Io sono Fossacus
Re Julien e Maurice sono alla scuola per gladiatori. Zio Re Julien si accorge dell'inganno dei due. Clover è catturata al suo villaggio insieme a Sage da Koto. Ma dopo che maturi e si sacrifica, arriva il malefico karl. 

## Per chi suona la campana
Re Julien, credendo Maurice morto, lo cerca e finisce su una mina che esplode. Si ritrova nel Frankri-La: sarà in grado di tornare indietro?

## Dalla padella alla brace
Re Julien e i suoi vogliono sconfiggere Koto, che sta organizzando la sua unione con Amy, la principessa coccodrillo. Mortino e Timo cercano un modo per riparare il portale.

## Il giorno dopo ieri
Koto cattura Re Julien, dodi e i suoi per sacrificarli. Mortino, Maurice e Pancho arrivano con i loro eserciti. La battaglia ha inizio!

## Il giorno prima di domani
La battaglia contro Koto continua. Riuscirà Re Julien a riconquistare il suo regno ed essere il signore del Madagascar?